# Preston Sturges
Preston Sturges, eig. Edmund Preston Biden (Chicago, 29 augustus 1898 – New York, 6 augustus 1959) was een Amerikaans filmregisseur.
Preston Sturges maakte verschillende succesvolle satires in de jaren 30 en 40. Vanaf 1922 was hij als regisseur en scenarioschrijver verbonden aan de filmmaatschappij Paramount. Na de Tweede Wereldoorlog trok hij naar Frankrijk wegens een gebrek aan succes in zijn vaderland. Ook daar bleef het succes uit.
In 1959 stierf Sturges in New York aan een hartaanval.

## Filmografie
- 1940: The Great McGinty
- 1940: Christmas in July
- 1941: The Lady Eve
- 1941: Sullivan's Travels
- 1942: The Palm Beach Story
- 1944: The Miracle of Morgan's Creek
- 1944: Hail the Conquering Hero
- 1944: The Great Moment
- 1947: The Sin of Harold Diddlebock
- 1948: Unfaithfully Yours
- 1949: The Beautiful Blonde from Bashful Bend
- 1950: Vendetta
- 1955: Les Carnets du Major Thompson